# Liste de scientifiques tunisiens
Cette page présente une liste de scientifiques tunisiens considérés à partir de l'émergence d'une entité Tunisienne sous l'influence ottomane.

## Époque ottomane (1574-1881)
Lorsque l’empire ottoman s’empara de la Tunisie, la détérioration scientifique ne cesse d’accroître. La seule institution qui a empêché un sort catastrophique pour le savoir public en Tunisie est l’université Zitouna qui s’est développée durant les dynasties ottomanes successives et qui fournit une formation particulièrement spécialisée en Sciences humaines et sociales comme la théologie, le fiqh, le hadith, l’arabe, la littérature et le droit avec peu d’arithmétique et de calcul. Cette situation explique le fait que tous les scientifiques notables de l’époque étaient des avocats, des poètes, des littéraires et des théologues.
Avec la crise du XIXe siècle survécu par la Tunisie, on remarque l’apparition de certains intellectuels qui ont eu une formation plus développée et qui ont essayé de faire des réformes pour le sauvetage du pays. C’est dans ce contexte-là que le Général Husseïn et Kheireddine Pacha, deux officiers de l’état qui ont eu une formation plus politique et plus scientifique grâce à leurs études spécialisées à l’École militaire du Bardo créée à cette époque pour résoudre le problème du manque de compétences appliquées à cause de la déficience du système de l’université Zitouna, sont apparus.
Les travaux des scientifiques et des littéraires de cette ère arrangés surtout par les familles Bayram, Ennaifer, Djaït et Ben Achour étaient considérables et s’inscriraient dans le cadre de ce qui sera intitulé par la suite « renaissance arabe ». Néanmoins, le protectorat français de Tunisie a été installé vers le mois d’avril 1881.

### Intellectuels culturels
| Nom                        | Discipline                   | Époque de l'apparition visible | Performances |
| -------------------------- | ---------------------------- | ------------------------------ | --- |
| Ibn Abi Dinar              | Histoire                     | XVIIe siècle                   | Étudiant de l'université Zitouna, il devient juge malékite à Tunis, avant de composer en 1681 une œuvre fondamentale sur l'histoire de la Tunisie : Al Mu’nis fi Akhbar Ifriqya wa Tunis évoquant l'histoire de la province de l'Ifriqiya, nom porté par la Tunisie à l'époque, de l'Antiquité jusqu'au règne des Mouradites |
| Mohamed Seghir Ben Youssef | Théologie islamique          | 1691-1771                      | Il rédige vers 1763 une importante œuvre sur l'histoire des débuts de la dynastie des beys husseinites en Tunisie : Tārīkh al-mashra al-milkī fī salṭanat awlād Alī Turkī (Chronique tunisienne du règne des fils d'Ali Turki). Le livre concerne principalement les évènements de l'arrivée au pouvoir de Hussein Ier Bey, son éviction par son neveu Ali Ier Pacha et le rétablissement puis le règne des fils d'Hussein, Mohamed Rachid Bey et Ali II Bey. |
| Hussein Khouja             | Théologie islamique          | 1666-1732                      | Connaisseur des langues arabe, turque, latine et perse, il devient vite ministre de la Plume. Ce fait lui servira pour acquérir une expérience professionnelle lui permettant de publier certaines œuvres dont El assrar el kahina Bel Kina, un traité de botanique et pharmacopée sur le quinquina, écrit en 1726, plante importée des Amériques et utilisée par les marins de Méditerranée en prévention de plusieurs maladies, Bacha'ir ahl el iman bi foutouhat ahl othmane, une description de la culture, des sciences, de la géographie et de la vie politique des pays et des populations de l'Empire ottoman et Dhil bacha'ir ahl el iman bi tounes, un traité de géographie et d'histoire de la Tunisie, de la conquête turque au règne des premiers souverains husseinites, qui décrit notamment les principales villes comme Tunis, Kairouan, Sousse et Sfax. |
| Al Wazir Al Sarraj         | Histoire                     | 1659-1735                      | Al Wazir Al Sarraj, de son vrai nom Mohamed Ben Mohamed Al Wazir Al Sarraj Al Andalousi, né en 1659 et décédé en 1735 à Tunis, est un historien et chroniqueur tunisien. Al Wazir Al Sarraj est né dans une famille de lettrés et d'immigrants andalous. On rattache habituellement son nom aux Abencérages, qui vient de l'arabe Benou Al Sarraj, célèbre famille de hauts fonctionnaires et de lettrés andalous ayant fui la reconquête espagnole au XVIe siècle ; elle adopte le patronyme Al Wazir une fois arrivée en Tunisie. De formation religieuse, Al Wazir Al Sarraj est un professeur de théologie à l'université Zitouna de Tunis. S'inspirant de l'œuvre d'Ibn Abi Dinar, il rédige vers 1727 une importante œuvre portant sur l'histoire de l'Ifriqiya, nom porté par la Tunisie à l'époque, de l'Antiquité au début du XVIIIe siècle : Al Hulal Assundusia Fil Akhbar Attunusyya. Le livre est surtout une chronique de la vie politique et sociale de Tunis à l'époque ottomane et des premiers beys husseinites. La fin de l'œuvre insiste sur le règne de Hussein Ier Bey, fondateur de la dynastie dont Al Wazir Al Sarraj fait un éloge appuyé. |
| Hammouda Ben Abdelaziz     | Théologie islamique          | XVIIIe siècle                  | Hammouda Ben Abdelaziz (أبو محمد حمودة بن محمد بن عبد العزيز), né au début du XVIIIe siècle à Tunis et décédé en 1787 à Tunis, est un ministre et chroniqueur tunisien. Il suit des études à la Zitouna mais se voit aussi formé par son père, Mohamed Ben Abdelaziz, ʿālim et savant religieux. Il commence sa carrière comme professeur à la Zitouna, lorsque Ali II Bey le remarque et le fait introduire à la chancellerie (diwan el incha) où travaille les secrétaires du bey. De plus, il est chargé de la formation du jeune prince, Hammouda Pacha, aux côtés du ministre des Finances Moustapha Khodja. Lors de l'accession au pouvoir d'Hammouda Pacha en 1782, Ben Abdelaziz devint son ministre et premier secrétaire. Il rédige une chronique sur le règne d'Ali Ier Pacha (1735-1756) et le début du règne des fils d'Hussein Ier Bey, nommée Al kitab al bachi. L'historien Ibn Abi Dhiaf note qu'il excelle aussi dans la poésie. Hammouda Pacha lui désigne comme élève et auxiliaire le mamelouk Youssef Saheb Ettabaâ, nouvellement arrivé à la cour du Bardo, qui commence sa carrière à son service comme garde des sceaux. |
| Famille Bayram             | Théologie islamique          | 1718-1943                      | La famille Bayram est une famille tunisienne qui appartient à la notabilité tunisoise et dont les membres s’illustrent dans les sciences religieuses à l'époque husseinite. Elle descend de Baïram Al Turki, officier dans l'armée ottomane, venu en Tunisie en 1574, à l'époque de Sinan Pacha. Parmi ses descendants, entre la deuxième moitié du XVIIIe siècle et le début du XXe siècle, se trouvent des lettrés et des savants religieux : bach mufti (puis Cheikh El Islam après les réformes de 1840), muftis, cadis hanéfites et notaires. Le premier à avoir occupé des fonctions religieuses a été Mohamed Bayram I. Son fils hérite de ses oncles maternels chérifs la fonction de nakib al achraf, syndic des descendants du prophète Mahomet. Les plus célèbres des Bayram furent Mohamed Bayram I, II, III, IV et V qui sont tous des scientifiques notables qui travaillaient sur le Fiqh et la théologie islamique. |
| Famille Ennaifer           | Théologie islamique          | 1807-1993                      | La famille Ennaifer est une famille tunisienne qui appartient à la grande notabilité tunisoise et s'illustre dans le domaine religieux. L'ancêtre de la famille, Abou Annour, se serait installé à Tunis à la fin du XVIIe siècle après avoir quitté Sfax en qualité de commerçant parfumeur. Son arrière-petit-fils, Ahmed, riche commerçant de parfum, donne la progéniture de cette famille qui offre à partir du XIXe siècle un grand nombre d'oulémas : enseignants (mudarris), notaires, cadis, muftis et bach muftis de rite malékite. |
| Famille Ben Achour         | Théologie islamique et droit | Depuis 1815                    | La famille Ben Achour est une famille tunisienne appartenant à la notabilité religieuse tunisoise. L'ancêtre des Ben Achour, appartenant au clan des chérifs idrissides, quitte l'Andalousie à l'aube du XVIIe siècle et s'installe au Maroc puis à Tunis dans la deuxième moitié du même siècle. Il détient une zaouïa au Maroc et en fonde une autre à Tunis. Riches propriétaires terriens, la famille Ben Achour compte un nombre d'intellectuels et de notables. De nos jours, Yadh Ben Achour, Rafâa Ben Achour et Mohamed El Aziz Ben Achour sont des professeurs universitaires modernes et jouent un rôle important dans la promotion de la littérature et le droit constitutionnel en Tunisie. |
| Famille Djaït              | Théologie islamique          | Depuis 1650                    | La famille Djaït est une famille tunisienne qui appartient à la grande notabilité tunisoise. Originaires du Yémen, ses membres s'installent à Kairouan. À l'aube du XVIIIe siècle, l'un d'eux, Mohamed Djaït, un ouléma réputé, s'installe à Tunis ; sa descendance compte de brillants savants religieux — enseignants (mudarris), notaires (udul) et muftis — mais aussi des commerçants et des propriétaires fonciers. On trouve certains de ses membres dans l'administration beylicale, comme secrétaire beylical, ministre et caïd-gouverneur, dans la deuxième moitié du XVIIIe siècle et au début du XIXe siècle. |
| Mohamed Nakhli             | Théologie islamique          | 1869-1924                      | Mohamed Nakhli (محمد النخلي), né en 1869 à Kairouan et décédé en 1924 à Tunis, est un universitaire et réformateur tunisien. Professeur à l'université Zitouna mais aussi exégète, jurisconsulte, historien, écrivain et poète, il est surtout connu pour ses idées libérales inspirées des enseignements des principaux réformateurs musulmans du XIXe siècle, notamment du cheikh Mohamed Abduh et de Jamal Al Dîn Asadabadi. Il contribue durant 35 ans à former, suivant une méthode appropriée aux exigences des temps nouveaux, une pléiade de grands clercs qui occuperont les plus hautes charges civiles et religieuses de Tunisie, parmi lesquels le savant Mohamed Tahar Ben Achour, le grand cadi Mohamed Sadok Ennaifer, le jurisconsulte Béchir Ennaifer ainsi que le cheikh Albelhamid Ben Badis, président de l'Association des oulémas musulmans algériens. Le professeur Nakhli enseigne également à la Khaldounia, établissement créé en 1896 par le mouvement des Jeunes Tunisiens en vue de dispenser un enseignement portant sur les matières non étudiées à la Zitouna comme les mathématiques et les sciences physiques. Il contribue à la réforme de l'enseignement en Tunisie en membre actif du conseil de perfectionnement du Collège Sadiki mis en place en 1906. Mohamed Nakhli ne cesse de prôner durant sa vie, tant dans ses cours et conférences que dans ses écrits, la nécessité de concilier la science et la religion. |
| Mahmoud Kabadou            | Théologie islamique          | 1812-1871                      | Mahmoud Kabadou (محمود قابادو), né en 1812 et décédé en 1871 à Tunis, est un théologien et universitaire tunisien. Ce cheikh est considéré, avec son professeur Sidi Brahim Riahi, comme le premier religieux réformateur en Tunisie et le premier idéologue moderne de la notion de progrès en islam. Il devient le maître à penser de Kheireddine Pacha, des généraux Husseïn et Rustum dont il est le professeur, mais aussi de nombreux autres oulémas réformateurs de l'université Zitouna dont Mokhtar Chouikha, Mohamed Snoussi ou encore Mohamed Bayram V. |
| Salem Bouhajeb             | Littérature arabe            | 1824-1924                      | Salem Bouhageb (سالم بوحاجب), né en 1824 ou 1827 à Bembla et décédé le 14 juillet 1924 à La Marsa, est un réformateur, jurisconsulte et poète tunisien. Considéré comme l'un des premiers réformateurs tunisiens, il fait partie de ce mouvement du XIXe siècle — composé notamment de Kheireddine Pacha, Mahmoud Kabadou, Mohamed Tahar Ben Achour, Mohamed Nakhli, Ibn Abi Dhiaf, Mokhtar Chouikha, Mohamed Snoussi et Mohamed Bayram V — qui défend l'idée de modernisme. Bouhageb pose les bases du débat autour de la compatibilité entre la modernité et la tradition arabo-musulmane. Il a aussi été orateur, faqîh et poète grâce à l'impulsion de Mahmoud Kabadou. |
| Famille Snoussi            | Théologie islamique          | 1851-1965                      | La famille Snoussi est une famille tunisienne de la notabilité tunisoise installée à la fin du XVIIIe siècle à Tunis après avoir quitté Le Kef. Composée de brillants lettrés, elle garde la mémoire d'une lointaine origine de Tripolitaine. Elle est spécialisée en littérature arabe et en islamologie |
| Mokhtar Chouikha           | Théologie islamique          | 1834-1910                      | Mokhtar Chouikha, né le 28 mars 1834 à Tunis et décédé le 2 août 1910 à La Marsa, est un réformateur et magistrat tunisien. Fils de Mohamed Chouikha, il poursuit des études classiques à la mosquée Zitouna et devient par la suite un scientifique et un juge de très haute notoriété. |
| Sidi Brahim Riahi          | Théologie islamique          | 1766-1850                      | Sidi Brahim Riahi, de son vrai nom Abou Ishak Ibrahim Ben Abdelkader Riahi, né en 1766 à Testour et décédé le 7 août 1850 à Tunis, est un ambassadeur, théologien et saint tunisien. Érudit musulman sunnite, il est également poète. Il meurt durant la Nuit du Destin, la nuit du 27e jour du mois de ramadan de l'année 1266 tout en laissant une série de livres volumineux. |

## Époque coloniale (1881-1956)
La période coloniale se caractérisait par la naissance de plusieurs scientifiques qui ont tenté de sensibiliser le peuple et l’encourager à s’opposer au colonisateur et à corriger leur situation. Ces scientifiques appartiennent à deux catégories parfaitement distinctes qui sont celle des alumni de l’université Zitouna et celle des alumni de l’école de la rue du Pacha, du collège Sadiki… et qui ont poursuivi leurs formations universitaires en général ailleurs en France et en Allemagne. Pour certains oulémas de l’université Zitouna, leur rôle est de former une équipe intellectuelle qui militera pour faire des réformes efficaces au système tunisien et de constituer des assemblées engagées syndicales ou plutôt politique. En effet, Abdelaziz Thâalbi qui était un étudiant de l’université Zitouna est l’un des fondateurs potentiels du parti du Destour et Mohamed Fadhel Ben Achour contribua à l’organisation officielle de la réunion constituante de l’UGTT qui eut lieu à la Khaldounia le 20 mars 1946.
Quant aux étudiants du collège Sadiki et des écoles francophones, ils ont opté pour le soutien de quelques valeurs occidentales comme le modernisme et la laïcité et ils ont introduit de nouvelles formes d’objection contre le colonisateur comme la militance diplomatique par le lobbying et la militance culturelle par la fondation des instituts modernes et des groupes intellectuels visant la diffusion, la promotion et la mise en relief de la culture arabe et surtout tunisienne comme La Rachidia et les cafés culturels parus entre les deux guerres mondiales comme le Taht Essour.
On remarque aussi la naissance ou la résidence de certains scientifiques français en Tunisie qui se sont bien développés et qui devinrent renommés mondialement comme Charles Nicolle, Prix Nobel et instaurateur de l’Institut Pasteur de Tunis, et Gaston Bouthoul, créateur de la polémologie et membre de l’Institut de France.
Néanmoins et en bref, les scientifiques tunisiens de cette époque étaient surtout des promoteurs aux niveaux de certaines sciences humaines fondamentales comme la littérature, le droit, la sociologie et l'Histoire. L'existence de ces pionniers a servi pour l'obtention de l'indépendance de la Tunisie en 1956.

### Les Français naturalisés tunisiens
La Tunisie a connu aussi pendant le protectorat français la naissance et la célébrité de certains Français qui sont y nés ou qui y ont fait leur carrière scientifique. Par exemple, Charles Nicolle, lauréat du Prix Nobel de physiologie ou médecine en 1928, avait une grande passion pour la Tunisie qui l'a adopté, a fait une grande partie de ses recherches scientifiques en Bactériologie au sein de l'Institut Pasteur de Tunis, en fut directeur de 1903 jusqu'à son décès à Tunis où il fut enterré. Gaston Bouthoul, illustre membre du Collège de France et fameux créateur de la polémologie, est né à Monastir en 1893 et y vit sa première enfance. Paul Sebag, sociologue français connu pour ses publications en rapport avec l'histoire de la Tunisie et des quartiers juifs de Tunis, est né à Tunis en septembre 1919 et a été même impliqué dans l'opposition communiste au gouvernement de Vichy en Tunisie. Henry Normand, médecin et entomologiste, publie en 1936 une Contribution au catalogue des coléoptères de Tunisie, toujours citée en référence, qu’il a réalisée pendant sa longue carrière en Tunisie entre 1892 et son décès au Kef en 1959.

### Scientifiques zitouniens
Les premières réformes de l'université Zitouna datent de 1856 mais c'est Sadok Bey qui amorce les premiers véritables changements dans le rôle de l'université qui se manifestent par le décret qu'il promulgue le 26 décembre 1875.
Celui-ci spécifie les matières et les ouvrages destinés à l'enseignement ; à cela s'ajoute la création du collège Sadiki où tous les enseignants sont issus de la Zitouna.
Au début du XXe siècle, la Zitouna profite également des réformes modernistes impulsées par l'élite intellectuelle qui a fondé l'association de la Khaldounia avec trois membres du mouvement des Jeunes Tunisiens : Abdeljelil Zaouche, Ali Bach Hamba et Hassen Guellaty. Attentifs aux grèves tenues à l'université al-Azhar en 1909, à l'attitude de Taha Hussein et aux cours modernes dispensés dans le même temps à la Khaldounia, 800 étudiants de la Zitouna organisent dès 1910 d'importantes grèves ainsi que des meetings réclamant la modernisation de l'enseignement et la constitution d'une commission de réformes,.
Cette commission voit finalement le jour en 1945, sous la présidence de Mohamed Tahar Ben Achour et composée de Mohamed Salah Ben Mrad ainsi que d'autres savants tunisiens renommés et des membres actifs du mouvement national. Cette commission insiste pour inscrire obligatoirement au programme les disciplines scientifiques modernes et les langues étrangères, pour réviser les méthodes pédagogiques par la mise en place d'un enseignement écrit, d'horaires réguliers et précis et d'une diminution de la longueur du cycle d'études. Un contrat est signé en 1947 entre cette université et la Khaldounia pour que soit créé, au sein de la Zitouna, des postes d'enseignement en sciences physiques et naturelles, en histoire-géographie et en philosophie. Les réformateurs insistent également pour obtenir leur exonération de la mejba et leur exemption du service militaire. Le processus de réforme de l'université causa du souci aux autorités du protectorat ; l'administration accusa ainsi les Jeunes Tunisiens d'avoir organisé l'agitation des étudiants zitouniens.
Néanmoins, le rôle des savants de la Zitouna n'était pas toujours réformiste. D'ailleurs, les idées de Tahar Haddad à propos de l'Émancipation de la femme ont vu une opposition extrême de la part de l'université, menée par Mohamed Salah Ben Mrad et Amor Berri Medani.

### Scientifiques indépendants
Certains scientifiques n'étaient pas affilié à aucun courant politique ou culturel de l'époque. En effet, Tawhida Ben Cheikh était une femme médecin, pédiatre puis gynécologue tunisienne et la première femme musulmane du monde arabe à exercer ces métiers. Elle était bénévole. Néanmoins, elle n'est jamais affiliée au Néo-Destour. Aussi, Dorra Bouzid, l'une des premières pharmaciennes en Tunisie, était engagée politiquement sans avoir partie au mouvement néo-Destourien. En outre, Mohamed Laroussi Métoui et Mnawar Smadeh, poètes notables et spécialistes en littérature arabe, n'étaient pas affiliés à un groupe particulier.

## Époque contemporaine (1956-2014)

### Scientifiques connus en Tunisie
Certains scientifiques ont été renommés publiquement en Tunisie grâce à des critères particuliers et non pas pour leur parcours scientifique et leurs contributions au cours de la Science. On distingue trois types de ces personnalités. En effet, il y a ceux qui sont connus pour un exploit scientifique ponctuel comme les découvertes scientifiques ou les prix décernés, il y a ceux qui ont assumé des postes politiques durant le règne d’Habib Bourguiba et ses successeurs et il y a ceux qui devinrent populaires grâce à des apparitions médiatiques.

#### Scientifiques connus pour une performance scientifique remarquable
Certains scientifiques renommés en Tunisie ne figurent pas dans la liste des scientifiques les plus fructueux vu que leurs performances bibliométriques.
| Nom et prénom             | Discipline        | Performance remarquable                        |
| ------------------------- | ----------------- | ---------------------------------------------- |
| Habiba Bouhamed Chaâbouni | Génétique humaine | Obtention du Prix L’Oréal-Unesco               |
| Mouldi Amamou             | Gastrologie       | Travaux gastroentérologiques                   |
| Hamza Essaddam            | Orthopédie        | Travaux orthopédiques                          |
| Rachid Mechmèche          | Cardiologie       | Cardiovasculaire                               |
| Hammadi Sammoud           | Littérature       | Travaux sur la traduction                      |
| Béchir Jarraya            | Neurologie        | Travaux sur la dopamine                        |
| Muhammad Rachad Hamzaoui  | Littérature       | Travaux sur la terminologie arabe              |
| Hédi Ben Maïz             | Néphrologie       | Travaux sur les outils utilisés en néphrologie |

#### Scientifiques connus pour un rôle politique assumé
Certains scientifiques ont opté pour faire un exploit politique et participer à la haute direction de l'état plutôt que s'engager à faire des recherches scientifiques notables.
| Nom et prénom        | Discipline     | Performance remarquable                                                     |
| -------------------- | -------------- | --------------------------------------------------------------------------- |
| Fadhel Moussa        | Droit          | Membre de l'Assemblée nationale constituante de 2011                        |
| Chedli Klibi         | Littérature    | Ministre de la Culture                                                      |
| Mohamed Charfi       | Droit          | Conception de la Réforme éducative de 2002                                  |
| Habib Boularès       | Littérature    | Ministre de la Culture                                                      |
| Mezri Haddad         | Sociologie     | Ambassadeur de la Tunisie auprès de l'UNESCO avant la Révolution tunisienne |
| Lilia Laâbidi        | Sociologie     | Ministre de la Femme                                                        |
| Hakim Ben Hammouda   | Macroéconomie  | Ministre de l'économie et des finances                                      |
| Mohamed Nouri Jouini | Administration | Haut-fonctionnaire avant la Révolution tunisienne                           |
| Chafik Sarsar        | Droit          | Président de l'Instance supérieure indépendante pour les élections          |

#### Scientifiques renommés pour des apparitions télévisées
Certains scientifiques sont connus pour leurs différentes apparitions télévisées notamment à la Télévision tunisienne 1.
| Nom et prénom | Discipline  | Performance          |
| ------------- | ----------- | -------------------- |
| Hichem Djaït  | Littérature | Apparition télévisée |
| Mourad Sakli  | Musicologie | Apparition télévisée |
| Mohamed Garfi | Musicologie | Apparition télévisée |

### Œuvres
- Mohamed Boudhina, (1992), Tunisiens célèbres, éd. Cérès, Tunis
- Hichem Djait, Mohamed Talbi, Farhat Dachraoui, Abdelmajid Dhouib, Mhamed Ali Mrabet (2008). Histoire Générale de la Tunisie
- Mohamed Salah Lejri (1975), L'Évolution du mouvement national tunisien : des origines à la Deuxième Guerre mondiale
- Mahmud Abd al-Mawla (1984), L'Université zaytounienne et la société tunisienne

### Émissions
- Compétences tunisiennes (2012), Télévision tunisienne 1
- Les ouléma de Tunisie (2013), Télévision tunisienne 1 : émission qui se base dans son choix des scientifiques tunisiens à évoquer sur la qualité de leurs travaux. Malheureusement, puisque l'émission est faite par Hédi Rouchou et Habib Allani, deux scientifiques de l'Université Zitouna, seuls les professeurs et les élèves de l'Université Zitouna y sont cités.
- Nojoum Fi Dhekira (2003), Télévision tunisienne 1